# Orizari (Plovdiv)
Orizari (Bulgaars: Оризари) is een dorp in Bulgarije. Het dorp is gelegen in de gemeente Rodopi, oblast Plovdiv. Het dorp ligt hemelsbreed 13 kilometer ten zuidwesten van Plovdiv en 133 kilometer ten zuiden van Sofia. 

## Bevolking
Op 31 december 2020 telde het dorp Orizari 450 inwoners.
|  |

In het dorp wonen voornamelijk etnische Bulgaren. In de optionele volkstelling van 2011 identificeerden 321 van de 371 ondervraagden zichzelf als etnische Bulgaren, oftewel 86,5%. De rest van de bevolking bestond vooral uit Roma.
| Etnische samenstelling van de respondenten (2011) | Etnische samenstelling van de respondenten (2011) | Etnische samenstelling van de respondenten (2011) | Etnische samenstelling van de respondenten (2011) | Etnische samenstelling van de respondenten (2011) |
| ------------------------------------------------- | ------------------------------------------------- | ------------------------------------------------- | ------------------------------------------------- | ------------------------------------------------- |
|                                                   |                                                   |                                                   |                                                   |                                                   |
| Bulgaren                                          | Bulgaren                                          |                                                   | 86,5%                                             | 86,5%                                             |
| Turken                                            | Turken                                            |                                                   | 0,0%                                              | 0,0%                                              |
| Roma                                              | Roma                                              |                                                   | 12,9%                                             | 12,9%                                             |
| Anders/Onbekend                                   | Anders/Onbekend                                   |                                                   | 0,6%                                              | 0,6%                                              |

## Afbeeldingen

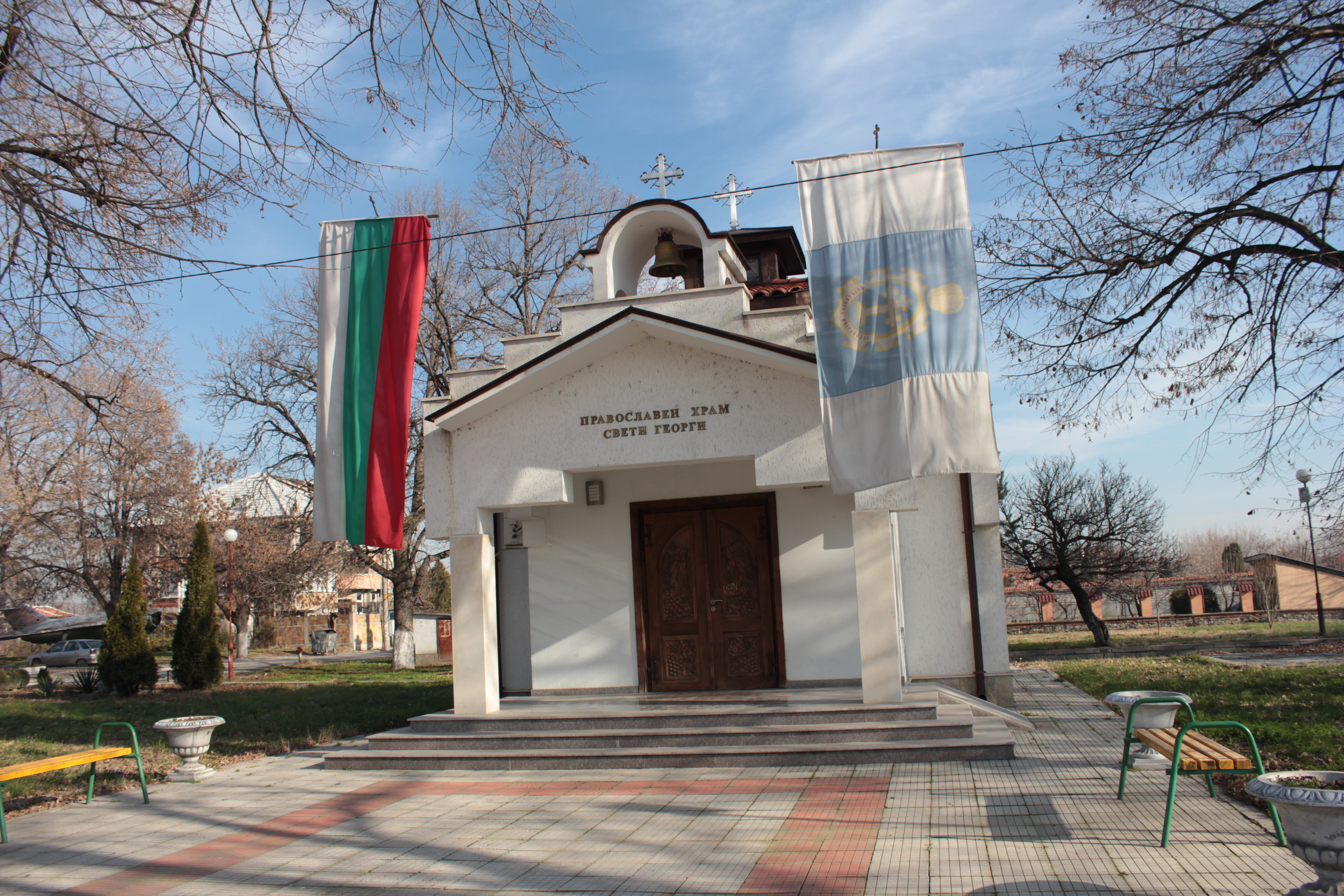
De kerk "Sv. Georgi"
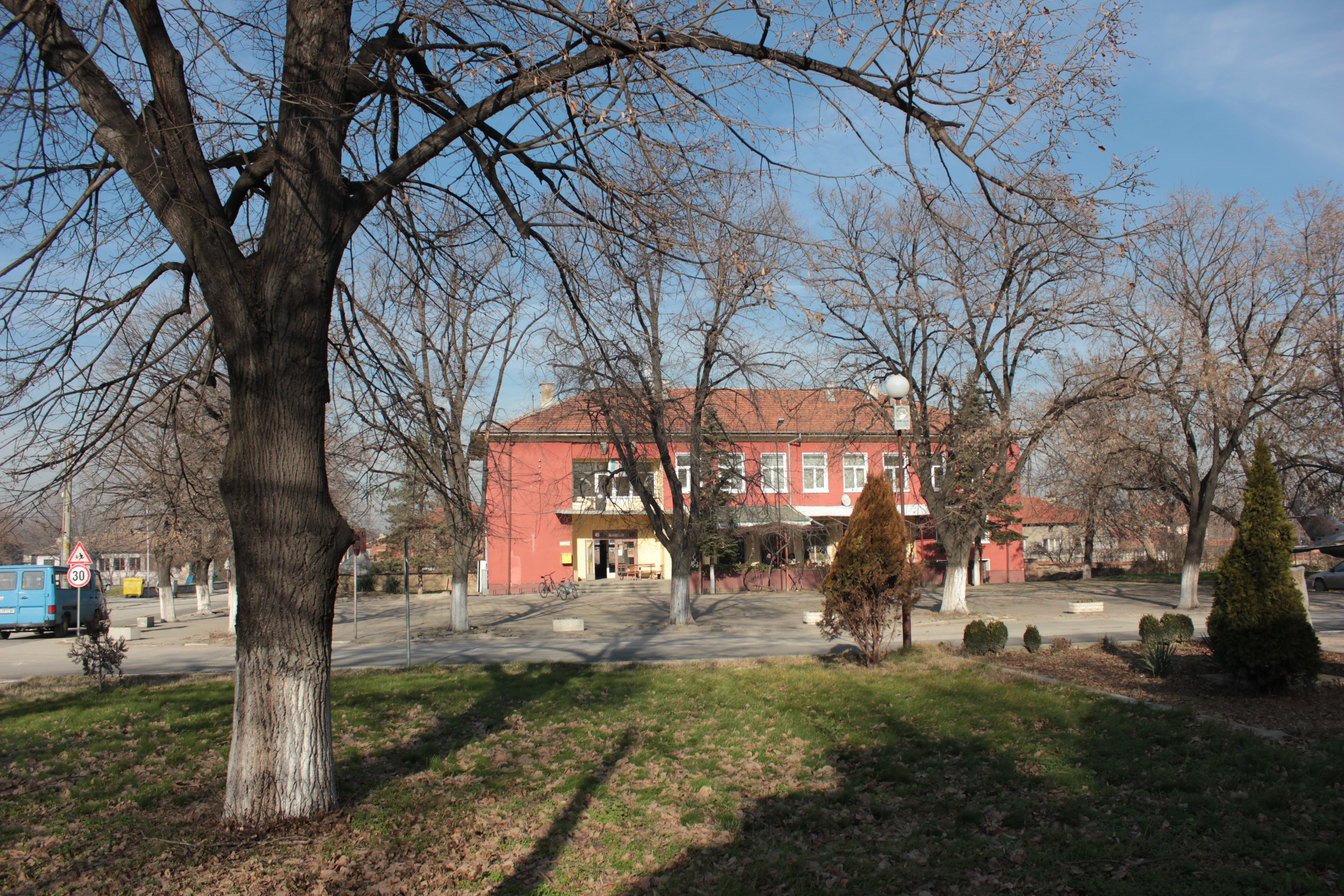
Het stadhuis
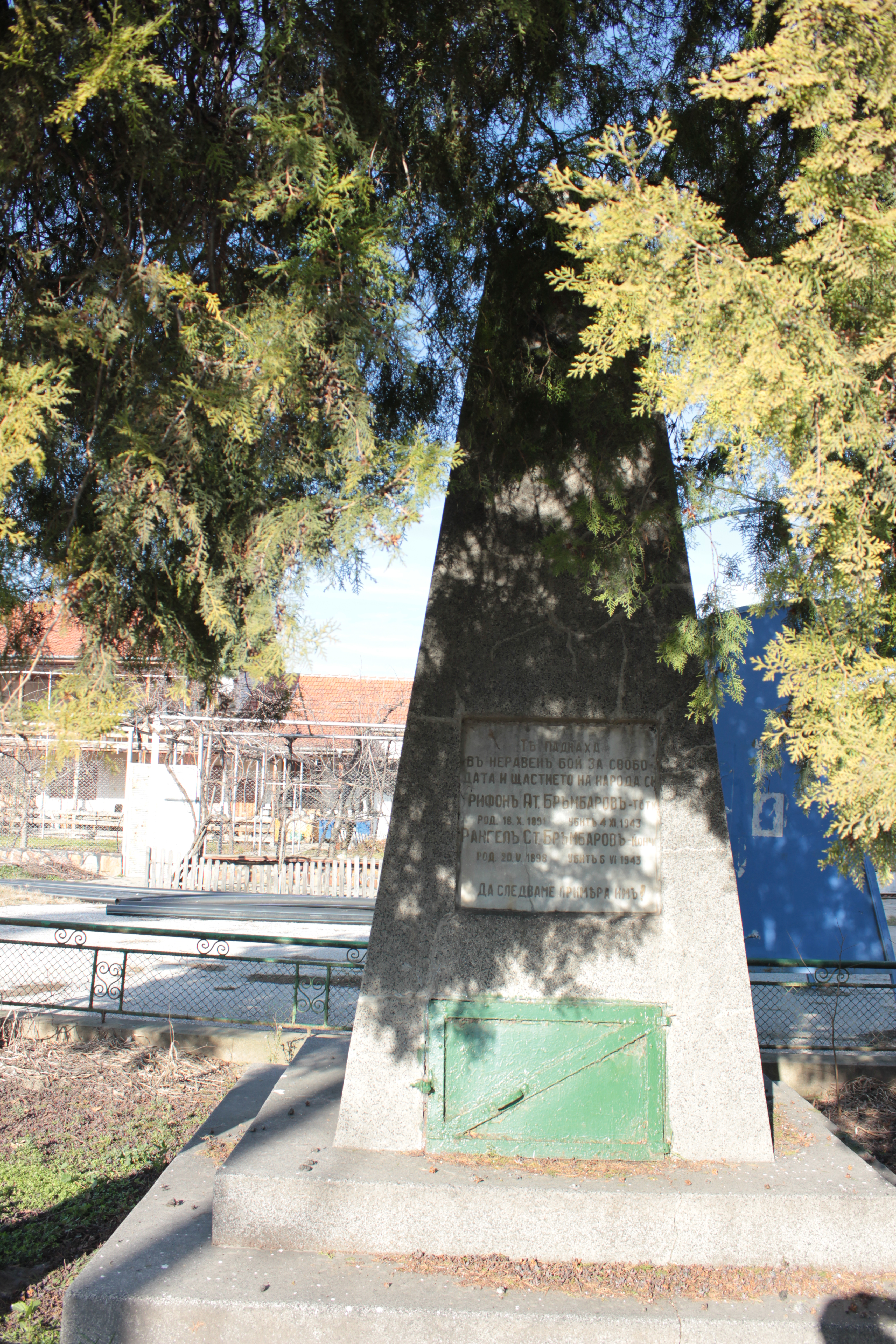
Oorlogsmonument